# José Campamá
Josep Campamà (1910/1911 - 11 de abril de 2005) fue un ciclista español que corrió profesionalmente entre 1930 y 1943, aunque ya había participado en diferentes carreras anteriormente.
En su palmarés destaca una victoria de etapa al Circuito norteño y una tercera posición final a la Volta a Cataluña de 1941.
También destaca su tarea como excursionista, que lo llevaron a abrir una tienda de deportes de montaña.

## Palmarés
- 1940
  - 1º en el Campeonato de Barcelona
- 1941
  - Vencedor de una etapa del Circuito norteño
- 1942
  - Vencedor de una etapa del Gran Premio de la Victoria

### Resultados a la Vuelta en España
- 1941. Abandona
- 1942. Abandona

Campeonato del Mundo, de fondo en Carretera, en 1932 celebrado en Roma. Abandona